# Anelosimus linda
Anelosimus linda är en spindelart som beskrevs av Ingi Agnarsson 2006. Anelosimus linda ingår i släktet Anelosimus och familjen klotspindlar. Inga underarter finns listade i Catalogue of Life.